# Aire d'attraction du Puy-en-Velay
L'aire d'attraction du Puy-en-Velay est un zonage d'étude défini par l'Insee pour caractériser l’influence de la commune du Le Puy-en-Velay sur les communes environnantes. Publiée en octobre 2020, elle se substitue à l'aire urbaine du Puy-en-Velay, qui comportait 49 communes dans le zonage de 2010.

### Carte

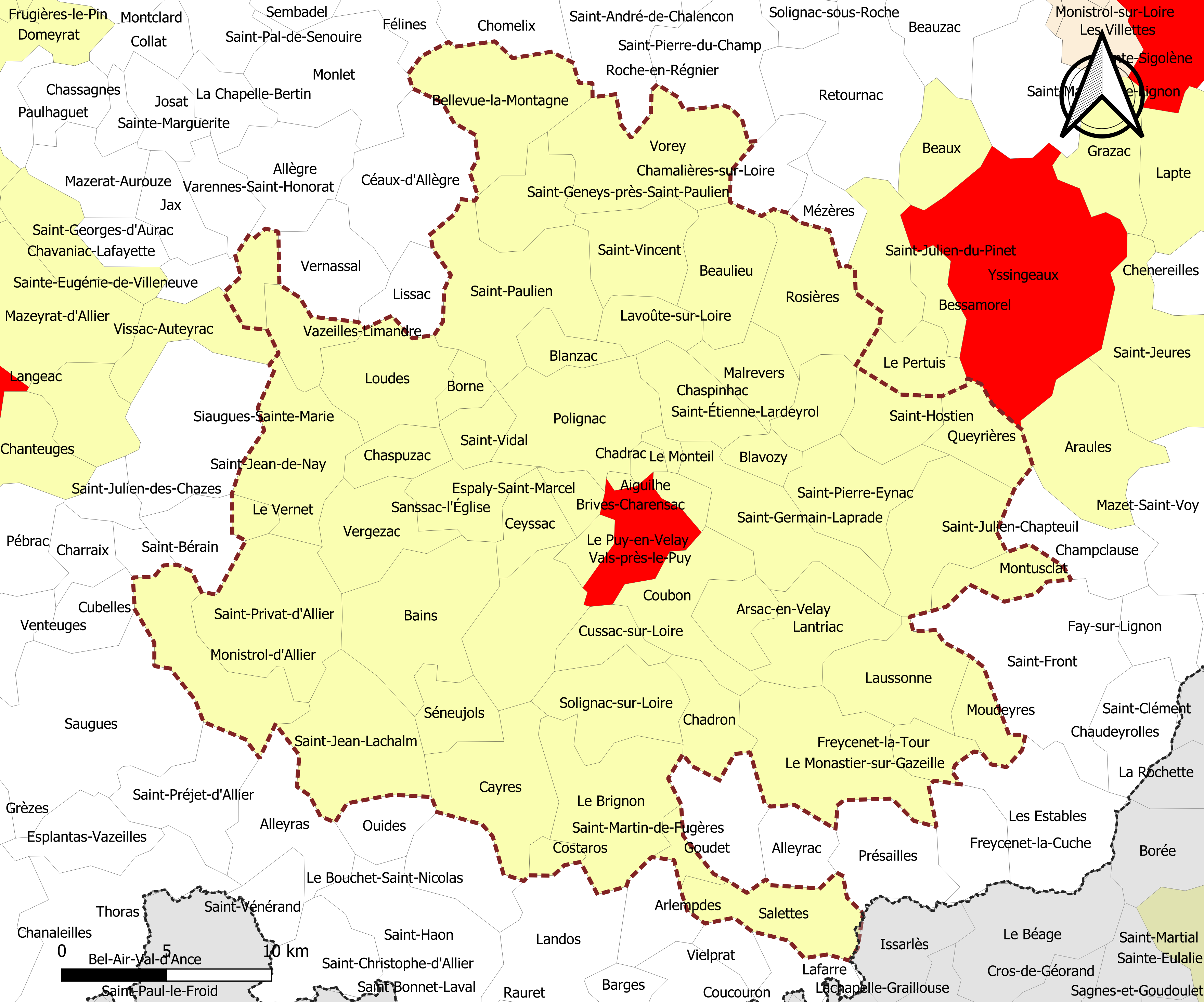
Carte de l'aire d'attraction du Le Puy-en-Velay.
Commune-centre
Commune de la couronne

## Définition
L'aire d'attraction d'une ville est composée d’un pôle, défini à partir de critères de population et d’emploi ainsi que d’une couronne constituée des communes dont au moins 15 % des actifs travaillent dans le pôle. Le pôle d’attraction constitue ainsi un point de convergence des déplacements domicile-travail,.

## Géographie
L’aire d'attraction du Puy-en-Velay est une aire intra-départementale qui comporte 59 communes dans la Haute-Loire. 

### Composition communale
| Catégorie               | Département | Communes | Communes |
| Catégorie               | Département | Nombre   | Libellé |
| ----------------------- | ----------- | -------- | --- |
| Commune-centre          | Haute-Loire | 1        | Le Puy-en-Velay. |
| Communes de la couronne | Haute-Loire | 58       | Aiguilhe, Arsac-en-Velay, Bains, Beaulieu, Bellevue-la-Montagne, Blanzac, Blavozy, Borne, Le Brignon, Brives-Charensac, Cayres, Ceyssac, Chadrac, Chadron, Chaspinhac, Chaspuzac, Costaros, Coubon, Cussac-sur-Loire, Espaly-Saint-Marcel, Fix-Saint-Geneys, Freycenet-la-Tour, Goudet, Lantriac, Laussonne, Lavoûte-sur-Loire, Loudes, Malrevers, Le Monastier-sur-Gazeille, Monistrol-d'Allier, Le Monteil, Montusclat, Moudeyres, Polignac, Queyrières, Rosières, Saint-Christophe-sur-Dolaizon, Saint-Étienne-Lardeyrol, Saint-Geneys-près-Saint-Paulien, Saint-Germain-Laprade, Saint-Hostien, Saint-Jean-de-Nay, Saint-Jean-Lachalm, Saint-Julien-Chapteuil, Saint-Paulien, Saint-Pierre-Eynac, Saint-Privat-d'Allier, Saint-Vidal, Saint-Vincent, Salettes, Sanssac-l'Église, Séneujols, Solignac-sur-Loire, Vals-près-le-Puy, Vazeilles-Limandre, Vergezac, Le Vernet, Vorey. |

## Démographie
Cette aire est catégorisée dans les aires de 50 000 à moins de 200 000 habitants, une catégorie qui regroupe 18,4 % de la population au niveau national,.